# Guillermo Ochoa
Pour les articles homonymes, voir Ochoa.
Francisco Guillermo Ochoa Magaña, plus connu sous le nom de Guillermo Ochoa ou Memo Ochoa, né le 13 juillet 1985 à Guadalajara, est un footballeur international mexicain évoluant au poste de gardien de but.

## Biographie

### Carrière en club

#### Club América (2003-2011)

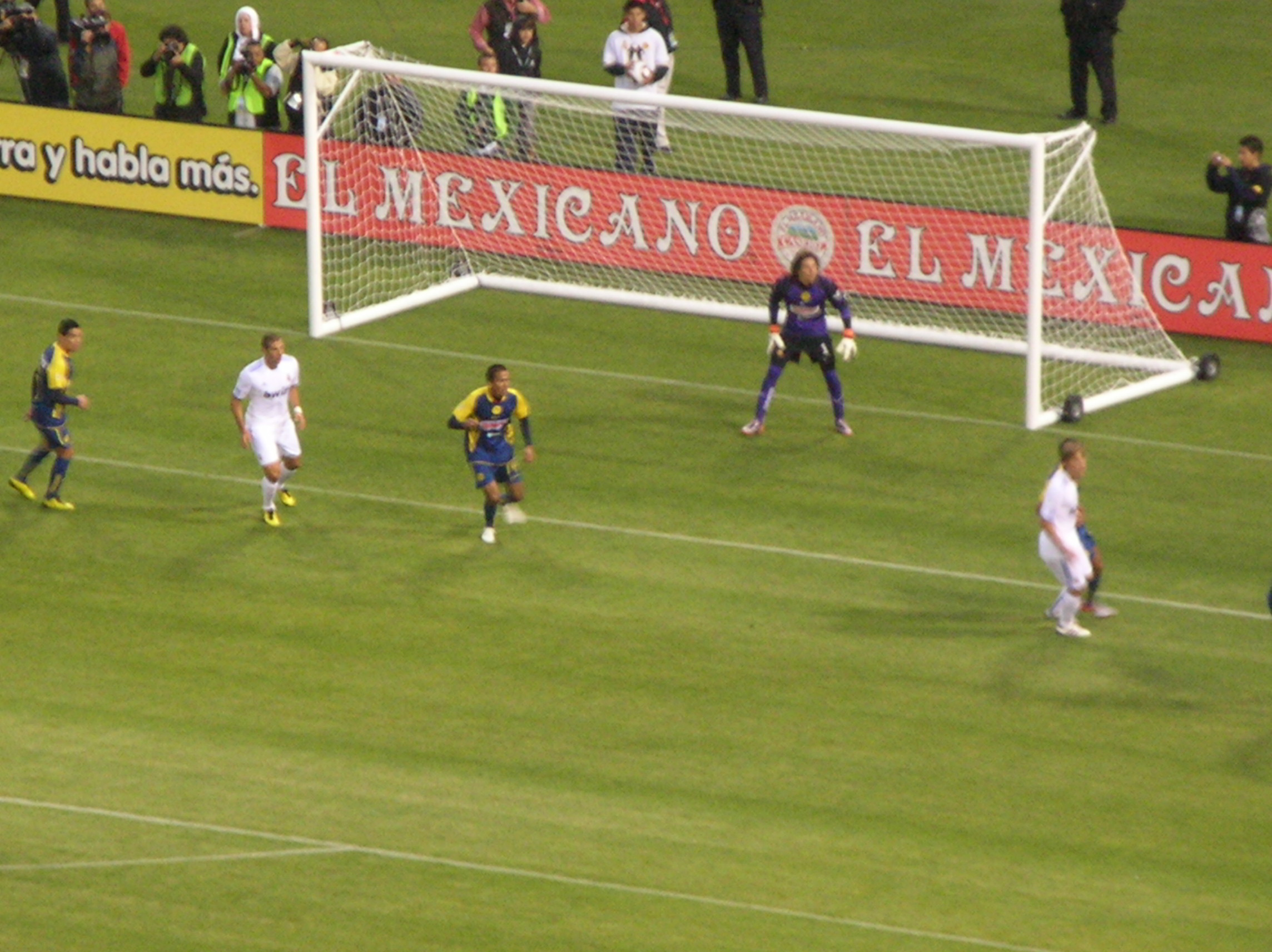
Avec le Club America contre le Real Madrid, le 27 juillet 2010 à San Francisco (match amical).

Guillermo Ochoa débute à 18 ans dans les cages de l'America. C'est l'ancien sélectionneur néerlandais Leo Beenhakker qui est le premier à lui faire confiance, après la blessure du portier titulaire, Adolfo Ríos.
Il devient alors titulaire indiscutable dans son club et devient l'idole des supporters.
Ochoa remporte le Championnat du Mexique (Liga MX) et la Supercoupe du Mexique en 2005. Il remporte, un an après, en 2006, la Ligue des Champions de la CONCACAF.
Il comptabilise un total de 289 matchs disputés sous le maillot du Club América. 

#### AC Ajaccio (2011-2014)

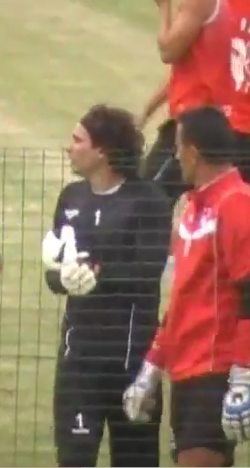
Entraînement avec Ajaccio.

Après que son nom fut cité pour rejoindre des clubs comme Fulham, l'Olympiakos, le Paris SG ou Manchester United il débarque à Ajaccio. Il déclare que c'est le seul club qui a gardé confiance en lui après qu'il a été contrôlé positif au clenbutérol le 21 mai, durant la Gold Cup. Il sera prouvé par la suite qu'Ochoa et d'autres de ses coéquipiers auraient été victimes d'une contamination alimentaire. 
Selon le journal France Football, son arrivée en Corse est une question de business. En effet, la chaîne de télévision mexicaine Televisa, véritable empire dans le pays, propriétaire du club America, s'est offert en 2009, via son canal sportif TDN, les droits de la Ligue 1. Aussi pour valoriser son investissement, la chaîne mexicaine souhaitait absolument placer l'une des figures aztèques les plus médiatiques en France. Ce sera à Ajaccio,,.
Le lendemain de l'annonce de son transfert, la Fédération mexicaine de football renonce à sanctionner le gardien mexicain et ses quatre coéquipiers internationaux (Francisco Javier Rodríguez du PSV Eindhoven, Edgar Duenas et Antonio Naelson de Toluca, Christian Bermudez de l'Atlante), estimant qu'ils ont été victimes d'une contamination alimentaire, alors que les joueurs risquaient une suspension de deux ans.
Ochoa déclarera en 2016 "Nous mangions ce qu’on nous donnait au Centre de Performance de Mexico. Ce fut injuste. C’est quelque chose qui était hors de mon contrôle et qui a affecté ma carrière. Mon avenir. Mon transfert de l’América vers l’Europe. J’aurais pu signer pour le PSG ».
Guillermo Ochoa débute en Ligue 1 le 6 août 2011, face au Toulouse FC en s'inclinant (0-2) au stade François-Coty. Toutefois, il réalise un très grand match la semaine suivante, à Gerland, face à Lyon, permettant à son équipe d'obtenir un partage des points (1-1).
Le 20 mai 2012, il est l'un des grands artisans du maintien en Ligue 1 de l'AC Ajaccio, grâce à une victoire (2-0) face au Toulouse FC.
Il réalise encore une belle saison en 2013 avec le club corse, en effectuant des arrêts de grande classe. Il garde notamment sa cage inviolée à 12 reprises. Néanmoins, il ne sera pas nommé pour les trophées UNFP.
Le 18 août 2013, Ochoa réalise un match de grande classe face au Paris Saint-Germain en faisant 12 parades pour le compte de la 2e journée de Ligue 1 2013-2014, il fut d'ailleurs élu meilleur joueur de la journée.
Il finit par totaliser, à la fin de l’année 2013, 146 arrêts sur l’année pour l’ACA, plus que tous les autres gardiens des 5 grands championnats européens.
Le 10 mai 2014, Ochoa effectua le dernier match à domicile de son contrat face à l'équipe de Reims. Il se montra particulièrement habile durant toute la rencontre, permettant à l'ACA de remporter le match (2-1), acclamé par le public qui a confectionné un tifo en son honneur. Le gardien mexicain sera très ému de cet adieu.

#### Malaga CF (2014-2016)
Le 2 août 2014, Ochoa signe pour trois ans à Málaga. Lassé d'être la doublure de Carlos Kameni, il exprime vite son envie de départ. À la suite de la blessure de ce dernier en fin de saison 2015-2016, il dispute 11 rencontres de Liga BBVA avec Malaga et se montre décisif à plusieurs reprises. 

#### Grenade CF (2016-2017)
Le 22 août 2016, Ochoa est prêté à Grenade CF (Espagne) en Liga BBVA. Il dispute l'intégralité des 38 matchs de championnat et 1 match de Copa del Rey.   
Ochoa comptabilise 161 arrêts réalisés en Liga BBVA, uniquement lors de la saison 2016-2017, plus que tous les autres gardiens du championnat.

#### Standard de Liège (2017-2019)
Durant le mercato d'été 2017, Ochoa, alors libre de tout contrat, est suivi par des clubs comme le PAOK Salonique en Superleague et plus particulièrement par l'Olympique de Marseille en Ligue 1. 
Le 9 juillet 2017, Ochoa s'engage avec le Standard de Liège. 
Le 13 juillet 2017, jour de son 32e anniversaire, Guillermo Ochoa officialise son arrivée au Standard de Liège en posant avec le maillot du club au Stade Maurice Dufrasne. Désormais, il portera le numéro 8, sans doute en référence à son nom, Ochoa étant composé du mot "ocho", signifiant le nombre 8 en espagnol.  
Trois jours plus tard, le 16 juillet 2017, il dispute son premier match sous ses nouvelles couleurs contre le RC Lens en match amical, et débute avec une victoire 2 à 0.
Il dispute son premier match de Jupiler Pro League le 30 juillet 2017 face au KV Malines, 1-1 score final.
Il est élu joueur de la saison 2018-2019 par les supporters du Standard de Liège.

#### Club América (2019-2022)
Le 6 août 2019, il quitte le Standard de Liège pour retourner au Mexique dans son club formateur, le Club América.

#### AVS (2024-)
Le 2 septembre 2024, le club portugais AVS a annoncé la signature de Ochoa en tant qu'agent libre.

### Carrière internationale
Guillermo Ochoa fait ses débuts internationaux en décembre 2005 contre l'équipe de Hongrie. Il participe à la coupe du monde 2006 avec l'équipe du Mexique.
La carrière de « Memo » Ochoa est météorique depuis sa grande performance dans le match entre l'équipe du Mexique et l'équipe du Brésil lors de la Copa América 2007, au cours de laquelle le Mexique s'impose 2-0. Il devient ainsi un phénomène médiatique, surtout en Amérique centrale où il apparaît sur la couverture des jeux FIFA 08 et FIFA 09. Cette année-là, il fait partie de la liste des 50 nommés pour le Ballon d'Or.
Néanmoins, lors de la Coupe du monde en Afrique du Sud en 2010, il est relégué sur le banc durant toute la compétition par le sélectionneur Javier Aguirre qui lui préfère Óscar Pérez. "Memo" a du mal à se relever de cette désillusion et encaisse des buts évitables. Dès lors, il est l'objet de critiques, notamment de la part d'Antonio Carbajal, ancien gardien international.
Le 17 juin 2014, pendant le deuxième match des phases de poules de la Coupe du monde 2014 face au Brésil, Ochoa réalise un match d'anthologie avec quatre parades et arrêts réflexes remarquables, notamment sur une tête puis un tir de Neymar et une tête de Thiago Silva. Il confiera après la rencontre qu'il s'agissait là « sans doute du match de (sa) vie ». Il permet à son équipe d'assurer le nul (0-0). Il est élu « homme du match »,.
En huitième de finale, le 29 juin 2014, le Mexique est opposé aux Pays-Bas. Une nouvelle fois, Ochoa est en très grande forme et garde pendant longtemps ses cages inviolées. Il réussit encore deux parades. D'abord sur une reprise de Stefan de Vrij, puis sur un tir d'Arjen Robben. Toutefois, il finit  par céder sur un tir de Wesley Sneijer, puis il ne peut stopper un penalty de Klaas-Jan Huntelaar. Le Mexique s'incline (2-1) et est éliminé. Guillermo Ochoa est après la compétition reconnu comme avoir été l'un des meilleurs gardiens du mondial.
En 2015, Ochoa remporte la Gold Cup avec la sélection mexicaine. 
Guillermo Ochoa dispute en juin 2017 la Coupe des Confédérations en Russie, à un an de la Coupe du Monde 2018. Il se montre décisif durant cette compétition, notamment contre le Portugal en match de groupe où il est élu "homme du match", et de nouveau contre le Portugal lors du match pour la 3e place en repoussant un pénalty d'Andre Silva.
Il est retenu pour la coupe du monde qui se déroula en Russie. Le Mexique est dans la poule de la "mort". Lors du premier match de poule le Mexique s’oppose à l'Allemagne (Champion du monde en titre) Ochoa réalise une très grande prestation qui permet au Mexique de gagner 1-0. Face à la Corée du Sud, le Mexique s'impose 2-1, ils passent les poules malgré leur défaite 3-0 contre la Suède. En huitième de finale le Mexique affronte le Brésil mais malgré de nombreux arrêts il doit s'incliner sur des buts de Neymar et de Roberto Firmino.
Le Mexique est éliminé de la compétition avec des regrets.
Le 14 novembre 2022, il est sélectionné par Gerardo Martino pour participer à la Coupe du monde 2022 et rentre ainsi dans le cercle très fermé des joueurs ayant participé à 5 Coupes du Monde .

## Caractéristiques
Très fort sur sa ligne, Ochoa a cependant été critiqué pour certains buts qu'il a encaissés sur des tirs lointains ou à cause de ses sorties hasardeuses. Antonio Carbajal, ancien gardien du Mexique, a notamment déclaré : « Il se prend trop de buts sur des tirs lointains. Sur les centres, il peine trop souvent dans ses sorties. Je commence à me demander s'il n'a pas des problèmes de vue et de concentration... ».
Mesurant 1,83 m, Guillermo Ochoa est un « petit » gardien de but, à l'image de son prédécesseur Jorge Campos.
Il peut parler cinq langues comprenant espagnol (comme son natif) anglais, français, allemand et le néerlandais. 

## Palmarès

### En équipe nationale

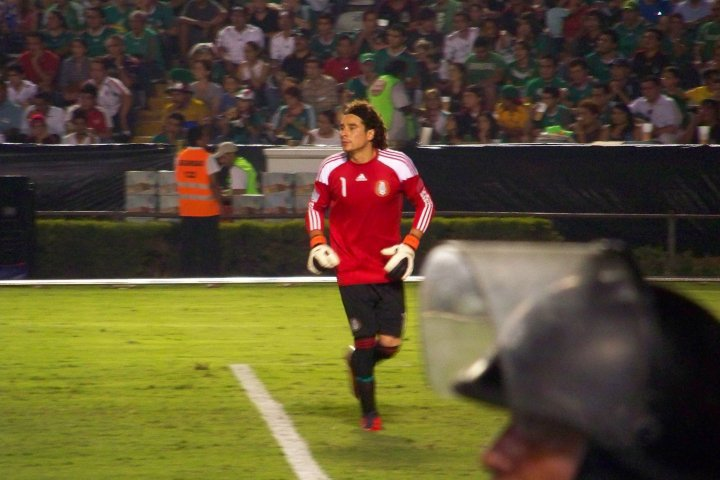
Ochoa avec l'équipe mexicaine, face à la Colombie en 2010.

- Vainqueur de la Gold Cup (6) : 2009, 2011, 2015, 2019, 2023 et 2025
- Vainqueur de la Ligue des Nations de la Concacaf: 2024/2025
- Finaliste de la Gold Cup : 2007
- Médaillé de bronze lors de la Copa América 2007.
- Finaliste de la Ligue des nations de la CONCACAF 2019-2020 et 2023/2024
- Médaillé de bronze aux Jeux olympiques de Tokyo 2020

### En club
- Vainqueur de la Ligue des champions de la CONCACAF en 2006
- Finaliste de la Copa Sudamericana en 2007
- Champion du Mexique (Clausura) en 2005 et 2022
- Vainqueur de la Supercoupe du Mexique en 2005
- Vainqueur de la Coupe de Belgique en 2018

### Individuel
- Joueur de la saison 2018-2019 du Standard de Liège
- Meilleur gardien de la Gold Cup 2019
- Meilleur gardien de la Gold Cup 2023